# Arno Schönstedt
Arno Schönstedt (* 12. September 1913 in Sondershausen; † 3. Dezember 2002 in Herford) war ein deutscher Organist.
Schönstedt studierte zwischen 1934 und 38 bei Günther Ramin und Johann Nepomuk David, danach bei Karl Straube und Fritz Heitmann. 1945 wurde er Organist an der Leipziger Thomaskirche. Er gehörte 1947 zu den Gründern der Westfälischen Landeskirchenmusikschule (heute Hochschule für Kirchenmusik der Evangelischen Kirche von Westfalen) in Herford, an der er als Dozent – seit 1974 als Professor – lehrte. Schönstedt war über 20 Jahre Organist am Herforder Münster und setzte sich besonders für das Werk  Hugo Distlers ein. Außerdem war er ein gefragter Orgelsachverständiger beim Neubau etlicher westfälischer Orgeln zwischen 1945 und 1960.
Arno Schönstedt ist der Vater des Organisten Rolf Schönstedt.

## Werke
- Alte westfälische Orgeln  (Schriftenreihe der Westfälischen Landes-Kirchenmusikschule in Herford, Band 5), Herford 1953

## Tonträger (Auswahl)
- Hugo Distler, Sämtliche Orgelwerke, aufgenommen 1978 an Orgeln in Herford und Recklinghausen, Audio-CD (Cantate-Records)
- Musik im Meldorfer Dom – Porträt einer alten Orgel (Werke von Buxtehude, Bach, Mendelssohn-Bartholdy, Genzner, Reda), Live – Aufnahme 1977 kurz vor dem Abbau der alten Orgel (LP von Exclusiv-Ton / Burg in Dithmarschen)
- Musik im Meldorfer Dom an der Marcussen-Orgel (Werke von Johann Sebastian Bach) Live – Aufnahme 1984
- Geistliche Orgelmusik des 17. Jahrhunderts: Werke von Bach, Buxtehude, Böhm und Lübeck (Calig-Verlag, 1975)
- Hugo Distler: Der Jahreskreis (Auswahl von 25 der 52 Lieder), op. 5, zusammen mit der Westfälischen Kantorei u.A., Ltg. Wilhelm Ehmann, Audio-CD (Cantate-Records)